# Ashford United FC
Ashford United FC (celým názvem: Ashford United Football Club) je anglický fotbalový klub, který sídlí ve městě Ashford v nemetropolitním hrabství Kent. Založen byl v roce 1891. Od sezóny 2018/19 hraje v Isthmian League South East Division (8. nejvyšší soutěž). Klubové barvy jsou zelená a bílá.
Své domácí zápasy odehrává na stadionu The Homelands s kapacitou 3 200 diváků.

## Historické názvy
Zdroj: 
- 1891 – Ashford United FC (Ashford United Football Club)
- 1907 – Ashford Railway Works FC (Ashford Railway Works Football Club)
- 1919 – Ashford FC (Ashford Football Club)
- 1928 – zánik
- 1930 – obnovena činnost pod názvem Ashford Town FC (Ashford Town Football Club)
- 2010 – zánik
- 2011 – obnovena činnost pod názvem Ashford United FC (Ashford United Football Club)

## Získané trofeje
- Kent Senior Cup ( 5× )
  - 1892/93, 1958/59, 1962/63, 1992/93, 1995/96

## Úspěchy v domácích pohárech
Zdroj: 
- FA Cup
  - 2. kolo: 1961/62, 1966/67, 1996/97
- FA Trophy
  - Semifinále: 1972/73
- FA Vase
  - Čtvrtfinále: 2015/16

## Umístění v jednotlivých sezonách
Stručný přehled
Zdroj: 
- 1894–1898: Kent Football League (Division One)
- 1898–1907: Kent Football League

- 1946–1959: Kent Football League (Division One)
- 1959–1970: Southern Football League (Division One)
- 1970–1971: Southern Football League (Premier Division)
- 1971–1979: Southern Football League (Division One South)
- 1979–1987: Southern Football League (Southern Division)
- 1987–1990: Southern Football League (Premier Division)
- 1990–1996: Southern Football League (Southern Division)
- 1996–1998: Southern Football League (Premier Division)
- 1998–1999: Southern Football League (Southern Division)
- 1999–2004: Southern Football League (Eastern Division)
- 2004–2006: Isthmian League (Division One)
- 2006–2010: Isthmian League (Division One South)

- 2011–2013: Kent Invicta League
- 2013–2016: Southern Counties East League
- 2016–2017: Southern Counties East League (Premier Division)
- 2017–2018: Isthmian League (Division One South)
- 2018– : Isthmian League (South East Division)

Jednotlivé ročníky
Zdroj: 
Legenda: Z – zápasy, V – výhry, R – remízy, P – porážky, VG – vstřelené góly, OG – obdržené góly, +/- – rozdíl skóre, B – body, červené podbarvení – sestup, zelené podbarvení – postup, fialové podbarvení – reorganizace, změna skupiny či soutěže
| Sezóny                                                                                      | Liga                                             | Úroveň | Z  | V  | R  | P  | VG  | OG  | +/- | B  | Pozice |
| ------------------------------------------------------------------------------------------- | ------------------------------------------------ | ------ | -- | -- | -- | -- | --- | --- | --- | -- | ------ |
| 2009/10                                                                                     | Isthmian League (Division One South)             | 8      | 42 | 9  | 11 | 22 | 49  | 90  | -41 | 38 | 20.    |
| V sezóně 2010/11 byl klub bez A-mužstva, v soutěžích přihlášena pouze mládežnická družstva. |                                                  |        |    |    |    |    |     |     |     |    |        |
| 2011/12                                                                                     | Kent Invicta League                              | 10     | 30 | 15 | 7  | 8  | 65  | 44  | +21 | 52 | 5.     |
| 2012/13                                                                                     | Kent Invicta League                              | 10     | 30 | 20 | 6  | 4  | 79  | 32  | +47 | 66 | 3.     |
| 2013/14                                                                                     | Southern Counties East League                    | 9      | 32 | 22 | 3  | 7  | 72  | 37  | +35 | 69 | 2.     |
| 2014/15                                                                                     | Southern Counties East League                    | 9      | 38 | 25 | 10 | 3  | 96  | 39  | +57 | 85 | 2.     |
| 2015/16                                                                                     | Southern Counties East League                    | 9      | 36 | 23 | 7  | 6  | 95  | 46  | +49 | 66 | 3.     |
| 2016/17                                                                                     | Southern Counties East League (Premier Division) | 9      | 38 | 30 | 2  | 6  | 119 | 39  | +80 | 92 | 1.     |
| 2017/18                                                                                     | Isthmian League (Division One South)             | 8      | 46 | 10 | 8  | 28 | 60  | 111 | -51 | 38 | 21.    |
| 2018/19                                                                                     | Isthmian League (South East Division)            | 8      | 38 |    |    |    |     |     |     |    |        |